# Campionati mondiali di canoa/kayak slalom 2022
I Campionati mondiali di canoa/kayak slalom 2022 sono la 42ª edizione della manifestazione. Si svolgono per la quarta volta, dopo le edizioni del 1957, del 1985 e del 2003, ad Augusta, in Germania, dal 26 al 31 luglio 2022.

## Medagliere
| Posiz. | Nazione       | Oro | Argento | Bronzo | Totale |
| ------ | ------------- | --- | ------- | ------ | ------ |
| 1      | Germania      | 5   | 1       | 3      | 9      |
| 2      | Rep. Ceca     | 2   | 0       | 0      | 2      |
| 3      | Gran Bretagna | 1   | 2       | 2      | 5      |
| 4      | Australia     | 1   | 2       | 0      | 3      |
| 5      | Slovenia      | 1   | 1       | 0      | 2      |
| 6      | Slovacchia    | 0   | 2       | 0      | 2      |
| 7      | Francia       | 0   | 1       | 2      | 3      |
| 8      | Italia        | 0   | 1       | 1      | 2      |
| 9      | Andorra       | 0   | 0       | 1      | 1      |
| 9      | Polonia       | 0   | 0       | 1      | 1      |
| Totale | Totale        | 10  | 10      | 10     | 30     |

## Podi

### Uomini
| Evento               | Oro                                             | Perform. | Argento                                                              | Perform. | Bronzo                                                   | Perform. |
| Canoa                |                                                 |          |                                                                      |          |                                                          |          |
| C-1                  | Germania Sideris Tasiadis                       | 101,05   | Slovacchia Alexander Slafkovský                                      | 102,23   | Germania Franz Anton                                     | 102,66   |
| C-1 a squadre        | Slovenia Benjamin Savšek Luka Božič Anže Berčič | 95,48    | Slovacchia Matej Beňuš Marko Mirgorodský Alexander Slafkovský        | 98,42    | Italia Roberto Colazingari Raffaello Ivaldi Paolo Ceccon | 100,64   |
| K-1                  | Rep. Ceca Vít Přindiš                           | 94,78    | Italia Giovanni De Gennaro                                           | 95,49    | Francia Boris Neveu                                      | 95,75    |
| K-1 a squadre        | Germania Hannes Aigner Noah Hegge Stefan Hengst | 91,90    | Gran Bretagna Joseph Clarke Christopher Bowers Bradley Forbes-Cryans | 93,68    | Francia Boris Neveu Titouan Castryck Malo Quéméneur      | 95,67    |
| Extreme Canoe Slalom | Gran Bretagna Joseph Clarke                     |          | Francia Anatole Delassus                                             |          | Germania Stefan Hengst                                   |          |

### Donne
| Evento               | Oro                                                        | Perform. | Argento                                           | Perform. | Bronzo                                                        | Perform. |
| Canoa                |                                                            |          |                                                   |          |                                                               |          |
| C-1                  | Germania Andrea Herzog                                     | 111,72   | Australia Jessica Fox                             | 112,64   | Gran Bretagna Mallory Franklin                                | 117,05   |
| C-1 a squadre        | Rep. Ceca Gabriela Satková Tereza Fišerová Martina Satková | 115,35   | Germania Elena Lilik Andrea Herzog Nele Bayn      | 116,85   | Gran Bretagna Mallory Franklin Kimberley Woods Sophie Ogilvie | 117,85   |
| Kayak                |                                                            |          |                                                   |          |                                                               |          |
| K-1                  | Germania Ricarda Funk                                      | 101,14   | Australia Jessica Fox                             | 102,45   | Germania Elena Lilik                                          | 103,99   |
| K-1 a squadre        | Germania Ricarda Funk Elena Lilik Jasmin Schornberg        | 102,78   | Slovenia Eva Tercelj Eva Alina Hočevar Ajda Novak | 105,26   | Polonia Klaudia Zwolińska Natalia Pacierpnik Dominika Brzeska | 109,25   |
| Extreme Canoe Slalom | Australia Jessica Fox                                      |          | Gran Bretagna Kimberley Woods                     |          | Andorra Mònica Dòria Vilarrubla                               |          |